# メトロポール・ド・リヨン
メトロポール・ド・リヨン（フランス語: Métropole de Lyon）は、2015年1月1日よりフランス共和国憲法第72条により設置された、フランスの地方公共団体。属するコミューンは廃止されたリヨン都市共同体（グラン・リヨン）を継承する。首府はリヨンにある。

## 法的地位
2014年1月27日、地方行政の刷新とメトロポール確立に関する法案（fr）が批准された 。メトロポール・ド・リヨンは他コミューンのメトロポールとは異なり、コミューン間協力公施設法人ではない。しかしメトロポール・ド・リヨンそのものは独自の権利を持ち、メトロポール・ド・リヨン内ではグラン・リヨンおよびローヌ県議会（fr、県の執行機関）と同等の能力を持つ。

## コミューン
| - Albigny-sur-Saône - ブロン (フランス) - Cailloux-sur-Fontaines - カリュイール＝エ＝キュイール - Champagne-au-Mont-d'Or - Charbonnières-les-Bains - Charly - Chassieu - Collonges-au-Mont-d'Or - Corbas - Couzon-au-Mont-d'Or - Craponne - Curis-au-Mont-d'Or - Dardilly - デシーヌ＝シャルピュー - Écully - Feyzin - Fleurieu-sur-Saône - Fontaines-Saint-Martin - Fontaines-sur-Saône - Francheville - Genay - Givors - Grigny - Irigny - Jonage - Limonest - Lissieu - リヨン - Marcy-l'Étoile | - メイジュー - Mions - Montanay - La Mulatière - Neuville-sur-Saône - ウラン (メトロポール・ド・リヨン) - Pierre-Bénite - Poleymieux-au-Mont-d'Or - Quincieux - リリュー＝ラ＝パプ - Rochetaillée-sur-Saône - Saint-Cyr-au-Mont-d'Or - Saint-Didier-au-Mont-d'Or - Saint-Fons - サント＝フォワ＝レ＝リヨン - Saint-Genis-Laval - Saint-Genis-les-Ollières - Saint-Germain-au-Mont-d'Or - サン＝プリエスト - Saint-Romain-au-Mont-d'Or - Sathonay-Camp - Sathonay-Village - Solaize - Tassin-la-Demi-Lune - La Tour-de-Salvagny - ヴォー＝アン＝ヴラン - ヴェニシュー - Vernaison - ヴィルールバンヌ |  |
| | |  |